# آب قنات اشكفت دودر
آب قنات اشكفت دودر (مقاطعة تشرام) (بالفارسية: آب قنات اشکفت دودر) هي قرية تقع في قسم بشتة ذيلايي الريفي (مقاطعة تشرام) في إيران. في الإحصاء السكاني عام 2006، قدّر عدد سكانها بـ 33 نسمة.